# Blekblå spindling
Blekblå spindling (Cortinarius betulinus) är en svampart som beskrevs av J. Favre 1948. Blekblå spindling ingår i släktet Cortinarius och familjen spindlingar.  Arten är reproducerande i Sverige. Inga underarter finns listade i Catalogue of Life.